# 올레크 크바샤
올레크 블라디미로비치 크바샤(러시아어: Оле́г Влади́мирович Кваша́, 1978년 7월 26일~)는 러시아의 은퇴한 아이스하키 선수로 포지션은 레프트윙이다. 내셔널 하키 리그(NHL)의 플로리다 팬서스, 뉴욕 아일런더스, 피닉스 카이오티스 소속으로 활동했다. NHL 통산 493경기에 출전하여 217득점을 기록한 후 콘티넨탈 하키 리그(KHL) 위주로 활약했으며, KHL 통산 286경기에 출전했다.
국제 대회에 러시아 국가대표 선수로 활동하여 2002년 동계 올림픽에서 동메달을 획득했다.